# Momčilo Gavrić
Momčilo Gavrić, najmlajši srbski vojak in podčastnik, * 1. maj 1906, Trbušnica pri Loznici, † 28. april 1993, Beograd.
Momčilo Gavrić je bil podnarednik 6. artilerijskega polka Drinske divizije in najmlajši podčastnik v 1. svetovni vojni. Udeležil se je bojev na Ceru, Kolubari, umika srbske vojske na Krf in bojev na solunski fronti, kjer je bil ranjen. Leta 1916 je prejel čin desetnika, vojvoda Živojin Mišić pa ga je po bojih na solunski fronti povišal v podnarednika.

## Biografija
Rodil se je 1. maja 1906 v Trbušnici pri Loznici kot osmi otrok Alimpija in Jelene Gavrić. Na začetku 1. svetovne vojne je bil star 8 let in 3 mesece. V začetku avgusta 1914 so mu vojaki 42. Hrvaške domobranske divizije obesili očeta, mamo, tri sestre, štiri brate in babico ter požgali domačo hišo. Momčilo je ostal živ zahvaljujoč očetu, ki ga zjutraj, ko se je topovsko obstreljevanje približevalo vasi, poslal k stricu v sosednjo vas po voz in konja, da bi se družina s pomočjo prevoza lahko umaknila iz oblegane vasi. Ker prevoza ni dobil, se je sam vračal domov. Nad domačo hišo je opazil dim. Previdno se je približal ter na vrtu videl obešena in iznakažena (odrezana ušesa, iztaknjene oči) trupla svoje družine. Ostal je brez družine in doma. Odšel je na planino Gučevo, ki leži nad domačo vasjo, da bi tam poiskal srbsko vojsko. Na planini je našel 6. artilerijski polk Drinske divizije, katerega komandant je bil major Stevan Tucović. Ko je povedal, kaj se zgodilo, so srbski vojaki še istega dne z ročnimi bombami pokončali vse avstro-ogrske vojake, ki so takrat popivali na vrtu Gavrićove domačije, Momčilo pa se je kot vojak-hišni pomočnik (pogovorno-pucflek) pridružil 6. artilerijskemu polku. Major Tucović je svojim vojakom ukazal, da vsak dan dovolijo Gavriću, da na bojišču trikrat ustreli iz topa, da bi na ta način maščeval svojo družino.
Po umiku srbske vojske na otok Krf, ki se je začel 25. novembra 1915, se je spomladi 1916 na Krfu pridružil novo formirani srbski vojski, ki je nato odšla na solunsko fronto. V Solunu ga je major Tucović vpisal v hitri šolski tečaj, ki je tedaj ustrezal štiriletni osnovni šoli. Jeseni 1916 je sodeloval v bojih na Kajmakčalanu. Spomladi 1918 se je udeležil bojev na solunski fronti. Tu ga je v strelskem jarku videl komandant 1. srbske armade vojvoda Mišić, ki se je čudil temu, da v bojih sodeluje otrok. Po pojasnilu majorja Tucovića je vojvoda Mišić Gavrića odlikoval in ga povišal v podnarednika. Kasneje je bil Gavrić v bojih pri preboju solunske fronte ranjen. Zdravil se je v angleški vojaški bolnišnici. Tu je tudi nadaljeval s šolanjem, tako da je ob koncu vojne že znal brati.
Po končani vojni so angleške oblasti sprejele na šolanje v Anglijo številne srbske vojne sirote, med njimi je bil tudi Momčilo Gavrić. V bližini Londona je obiskoval nižjo gimnazijo. Leta 1921 se je vrnil v domovino. V Beogradu je končal grafično šolo. Poročil se je leta 1939. Z ženo sta bila zaposlena v tovarni papirja Vapa. Leta 1985 ga za vojaške zasluge odlikoval francoski predsednik François Mitterrand, 1991 pa ga je ob 75-letnici preboja Solunske fronte odlikoval srbski predsednik Slobodan Milošević z redom zaslug za ljudstvo. Po najmlajšem zavezniškem vojaku v 1. svetovni vojni je v naselju Stepe Stepanovića v Beogradu poimenovana ulica. Na Krfu in muzeju Jadar v Loznici pa sta postavljeni spominski plošči. Umrl je 28. aprila 1993. Pokopan je bil v Beogradu z vsemi vojaškimi častmi.

## Zanimivosti
Ko je od jeseni 1929 služil vojaški rok v Slavonski Požegi, ga je vojaško sodišče obsodilo na tri mesece zapora. Častniki Jugoslovanske kraljeve vojske, med katerimi je bilo veliko bivših avstro-ogrskih častnikov, mu niso verjeli, da je kot podnarednik sodeloval v 1. svetovni vojni in da je nosilec Albanske spomenice. Spomladi 1941 je bil mobiliziran v rezervni artilerijski polk. Polk je imel zbirno mesto v Hercegovini, kjer pa ga je zajela nemška vojska. Vsi zajeti vojaki so bili odpeljani v Trebinje, kjer so čakali na transport za odhod v delovno taborišče. Gavrić je v deževni noči uspel pobegniti. Po nekaj mesecih skrivanja in samo nočni hoji se je vrnil v Beograd. Tu ga je leta 1943 gestapo aretiral in zaprl v taborišče, a mu je uspelo pobegniti. Ko je bil jeseni 1944 Beograd osvobojen, se je ponovno zaposlil v tovarni Vapa.
Nekega dne so v tovarno prišli uslužbenci OZNE ter med zaposlenih izbrali 17 delavcev z obtožbo, da so sodelovali z okupatorjem. Obtožene so postavili pred strelski vod. Po posredovanju nekega partizanskega majorja, ki je osebno jamčil, da Gavrić ni izdajalec, so ga izpustili, preostalo šestnajsterico pa ustrelili. Po koncu 2. svetovne vojne, ko je politično prijateljstvo jugoslovanskega predsednika Josipa Broza z albanskim predsednikom Enverom Hodžom doseglo vrh, je Gavrić leta 1947 javno razglašal da »Albanci niso naši bratje«. Zaradi tega je bil ponovno aretiran in zaprt. Po objavi resolucije Informbiroja pa so ga brez pojasnila izpustili.
Oktobra 1964 je bil v časopisu Politika objavljen oglas v katerim je Stevan Tucović prosil vse, ki bi karkoli vedeli o Momčilu Gavriću, da mu to sporočijo osebno ali po telefonu. Tako se je šestinštirideset let po koncu 1. svetovne vojne Gavrić v Beogradu ponovno srečal s svojim nekdanjim komandantom. Tucović mu je izročil vso med vojno zasluženo, a neizplačano plačo, odlikovanja in vojaško knjižico. Plačo mu je Tucovič izročil v zlatnikih, v katere jo je zamenjal zaradi inflacije.

## Galerija
- Momčilo Gavrić in major Stevan Tucović.
- Gavrić na fronti.
- Gavrič na polkovni slovesnosti.
- Maturantski portret leta 1921.
- Gavrić na služenju vojaškega roka pomladi 1931 v Slavonski Požegi.